# 영공

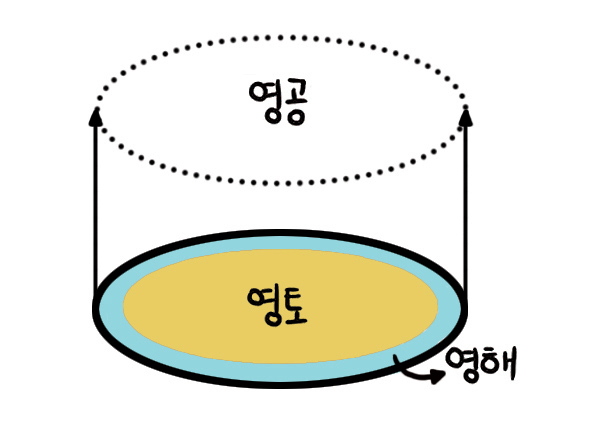
영공(領空)은 다스리는(주권이 미치는) 하늘이란 뜻으로, 영토와 영해의 상공이다

영공(領空, 문화어: 령공, Airspace)은 한 국가가 영유하고 있는 영토 혹은 영해 위에 존재하는 대기의 부분을 나타내며, 일반적으로는 3차원적인 공간을 가리킨다.
영공은 더 세부적인 영역(Area나 Zone)으로 나눌 수 있다. 이러한 영역에는 비행이 제한 또는 금지되는 영역도 있다.
국제법에서 국가가 주권을 가지는 영공의 정의는 영해와 같이, 그 국가의 해안선으로부터 12해리 떨어진 지점까지로 되어 있다. 영공 밖의 공역은 공해(公海)와 같은 개념이다. 그러나 대양(大洋)의 상공(上空) 관리와 같이, 국제적인 동의에 의해 일부의 국가에 국제적 공역의 관리가 위탁되고 있다. 예를 들면, 미국은 국제적인 공역인 태평양의 큰 공역에 ATC 서비스를 제공하고 있다.
영어의 'Airspace'에는 공역(空域)이라고 하는 의미도 있다. 지구상의 대기가 차지하는 영역을 분할한 영역으로, 관제 공역(Controlled airspace)과 비관제 공역(Uncontrolled airspace)의 2개의 유형으로 나눌 수 있다.

## 같이 보기
- 국토
- 영토
- 영해